# Raión de Bilasuvar
Bilasuvar (en azerí: Biləsuvar) es uno de los cincuenta y nueve rayones en los que subdivide políticamente la República de Azerbaiyán. La capital es la ciudad homónima.

## Territorio y Población
Comprende una superficie de 1358 kilómetros cuadrados, con una población de 81 318 personas y una densidad poblacional de los sesenta habitantes por kilómetro cuadrado.